# Heilig Hartkerk (München)
De Heilig Hartkerk (Duits: Herz Jesu Kirche) is een katholieke kerk in de wijk Neuhausen te München (Beieren). Het moderne gebouw behoort tot de meest bezochte kerkgebouwen van de Beierse hoofdstad.
De kerk werd op 27 november 2000 door kardinaal mgr. Friedrich Wetter plechtig ingewijd.

## Geschiedenis
Nadat Neuhausen bij München werd gevoegd en de (aan Maria-Tenhemelopneming gewijde) dorpskerk te klein werd, werd in 1890 een nieuwe kerk gewijd. In 1944 brandde deze kerk bij een geallieerd bombardement bijna geheel af. Tussen 1948 en 1951 werd een nieuwe kerk gebouwd. Deze nieuwe kerk kreeg het op een na grootste orgel van München. Op 26 november 1994 vernietigde een brand de kerk volledig. Slechts een crucifix, twee vensters en drie bronzen deuren konden worden gered.

## De nieuwe kerk

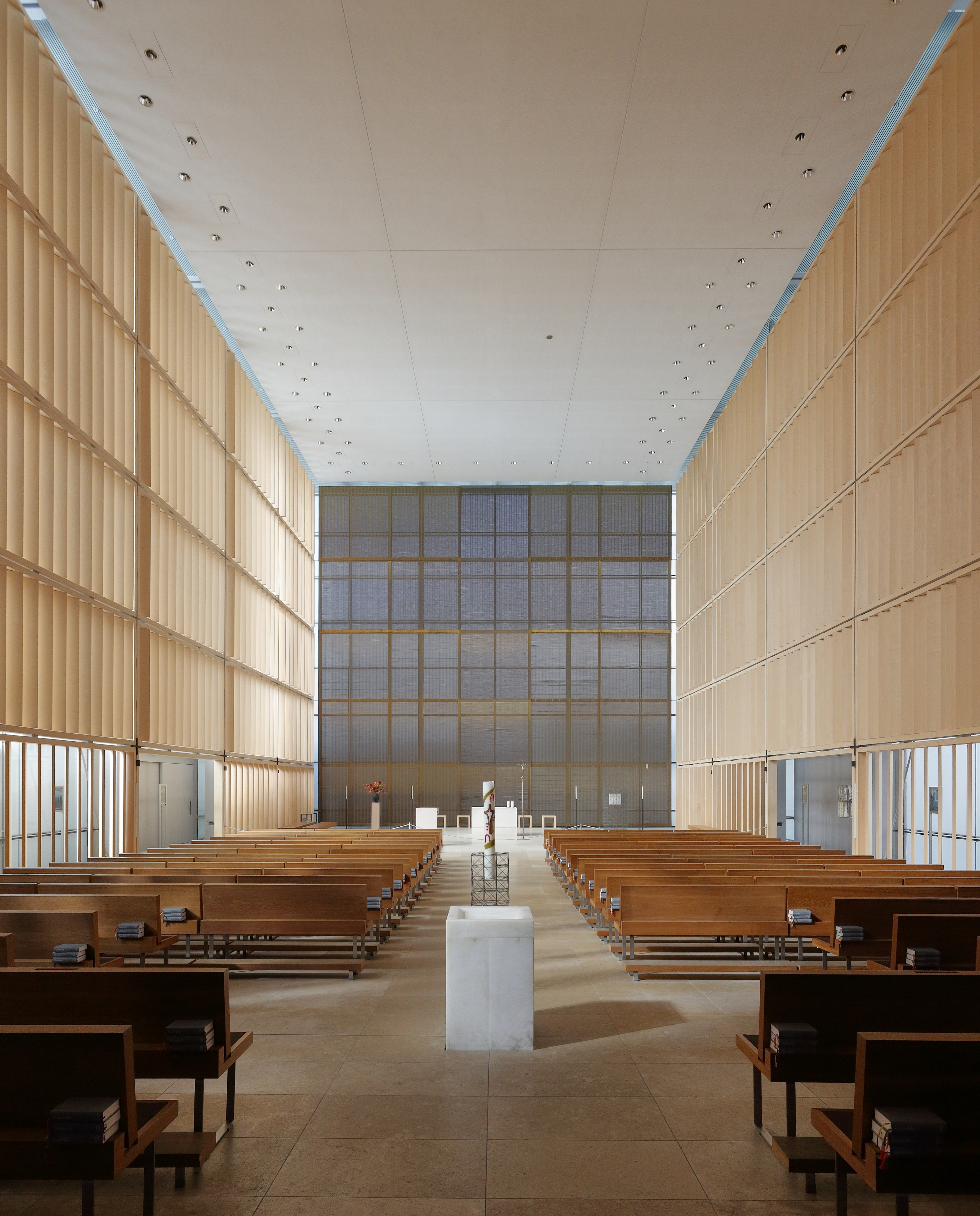
Interieur

Dankzij giften kon er in de periode 1997-2000 een nieuwe kerk worden gebouwd. Het kerkgebouw betreft een eenvoudige glazen kubus met een blauwe gevel en (semi)transparante zijkanten.
De complete voorkant van de kerk laat zich door twee reusachtige deuren geheel openen, hetgeen alleen op feestdagen gebeurt. Op gewone dagen betreedt men het kerkgebouw door twee kleinere deuren in het hoofdportaal. De gevel laat zich verdelen in 24 maal 18 vierkanten, die op hun beurt ook weer uit kleinere vierkanten bestaan. Op het glas zijn patronen aangebracht van witte spijkers, een verwijzing naar de lijdensgeschiedenis volgens de evangelist Johannes: 18-20.
Los van de glazen kubus bevindt zich binnen de stalen constructie een houten kubus met houten lamellen, die voor een juiste belichtingen zorgen en het effect bewerkstelligt dat naarmate men dichter bij het altaar komt het steeds lichter wordt. De vloer van de binnenste kubus helt richting het altaar naar beneden, hetgeen in een uitnodigend effect resulteert. De wanden van de binnenste kubus hangen los van elkaar en het plafond rust niet op de wanden, maar lijkt te zweven boven een lichtspleet.
Boven de ingang van de kerk bevindt zich op ronde zuilen de orgelgalerij. Het orgel staat in een vierkante kast, waarvan de achtergrond zwart is zodat het zilveren orgel zich sterk aftekent.
Tussen de binnenste en buitenste kubus loopt een ommegang waarlangs een kruisweg van zwart-witfoto's voert.
In de vrijstaande klokkentoren hangen vijf klokken met de slagtonen es1–as1–b1–c2–es2. Alle klokken werden in Passau gegoten.
De afmetingen van de Heilig-Hartkerk zijn 16 meter hoog, 21 meter breed en 48 meter lang.

## Orgel
Het orgel werd in 2004 door de orgelbouwer Gerald Woehl uit Marburg gebouwd. Het instrument bezit 60 registers, verdeeld over drie manualen en pedaal. De speeltractuur is mechanisch, de registertractuur is elektrisch. Bijzonder is dat de toetsen werden gemaakt van mammoetbeen.

## Afbeeldingen

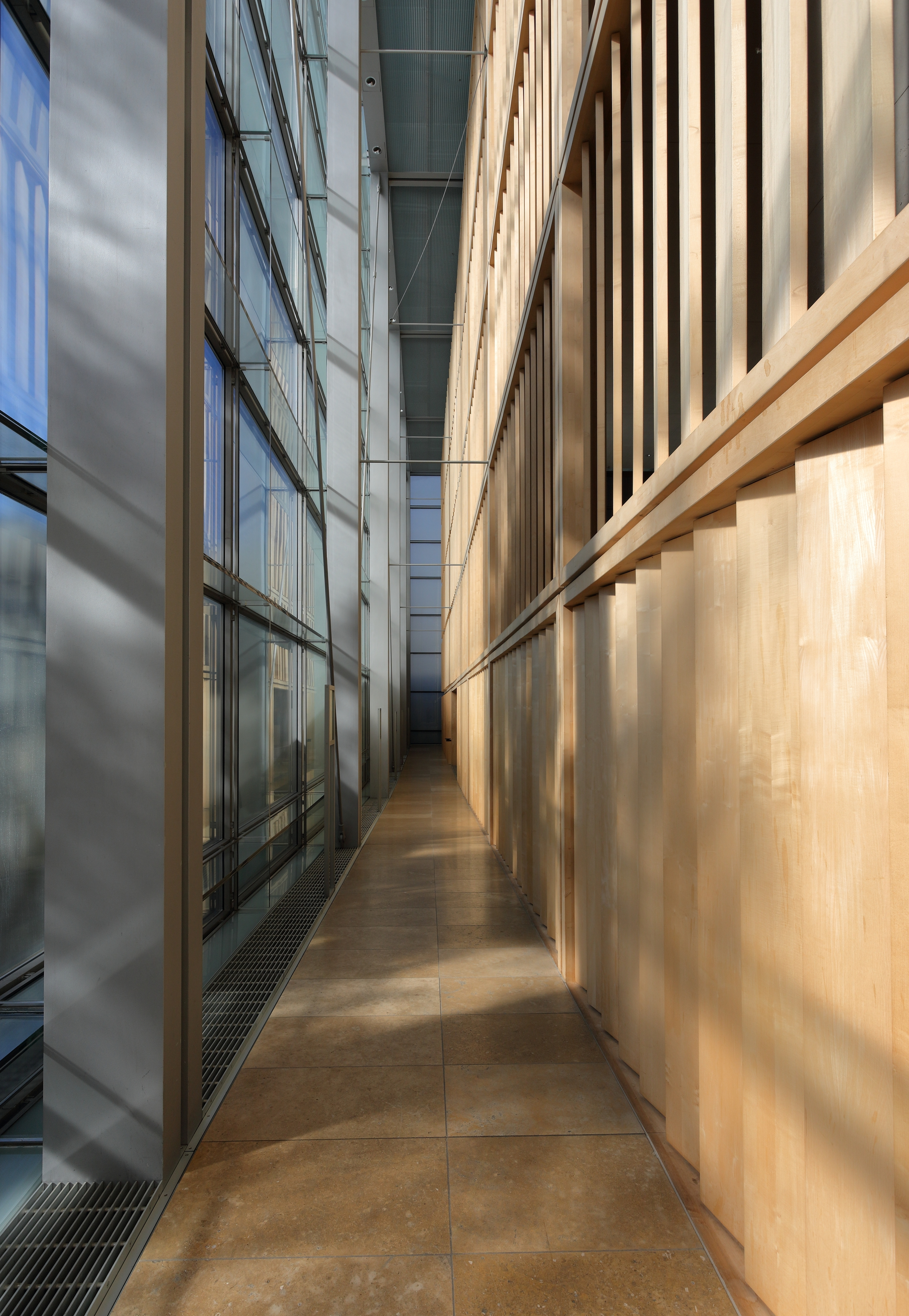
Ommegang
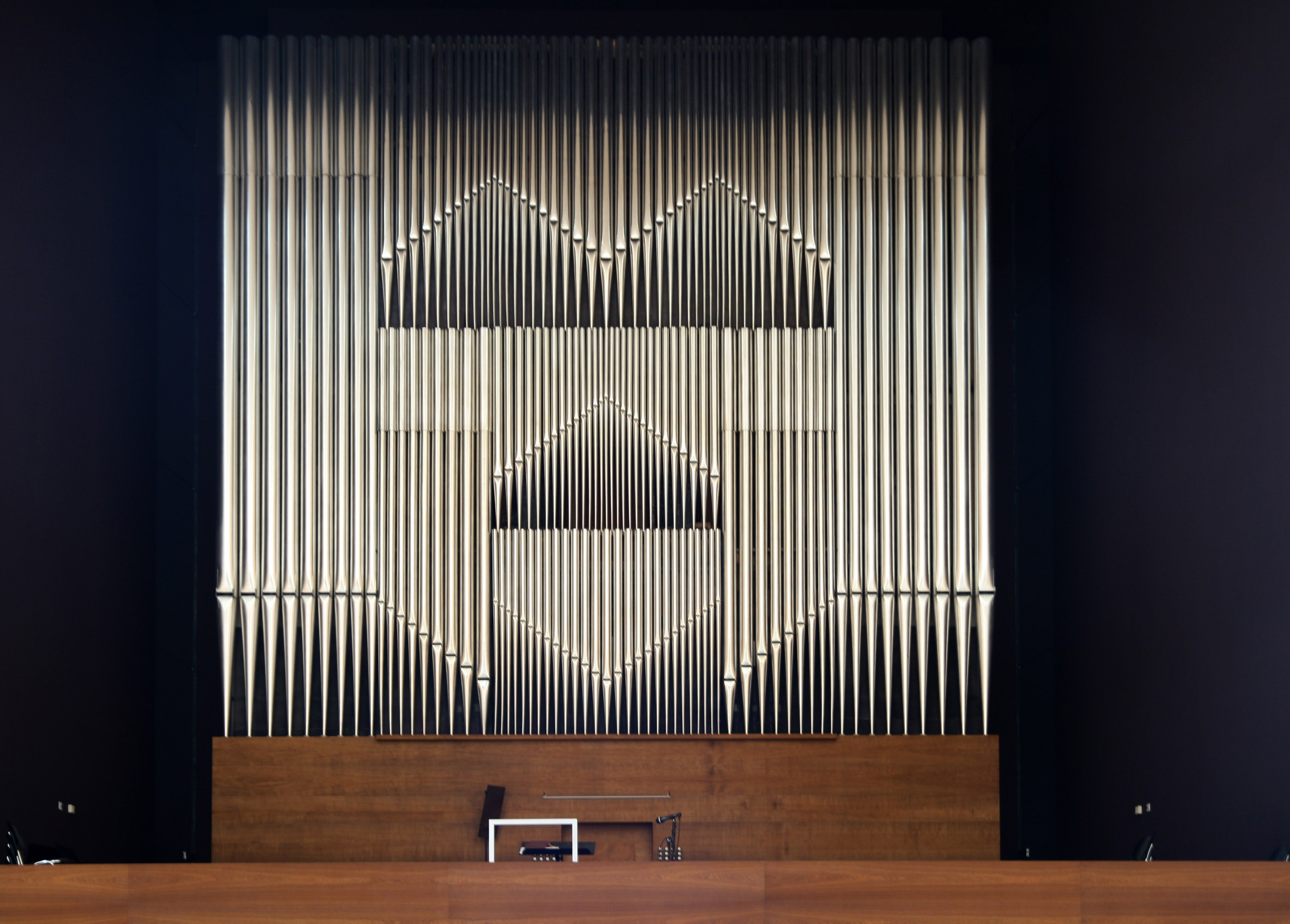
Orgel
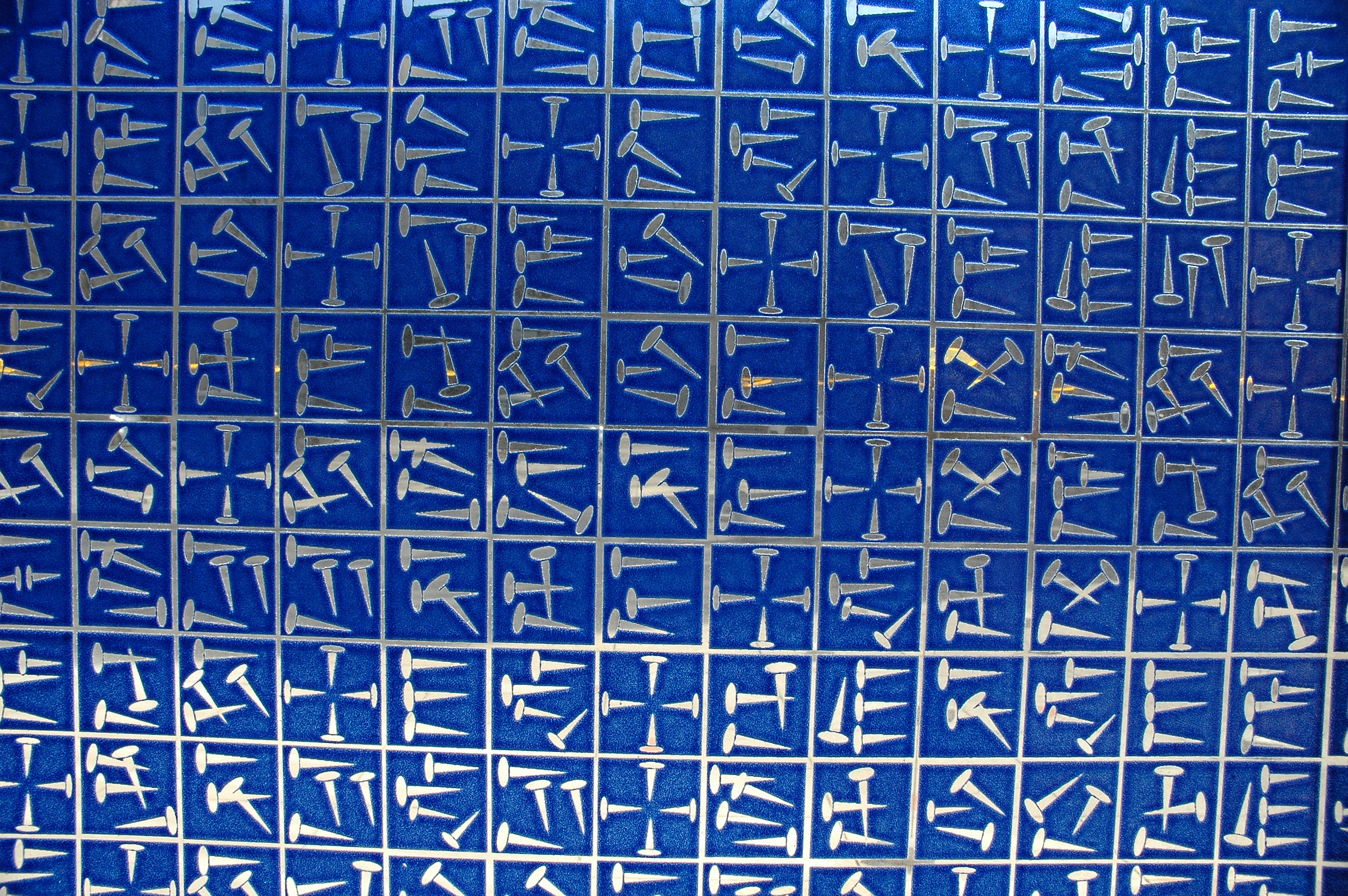
Detail glasfront
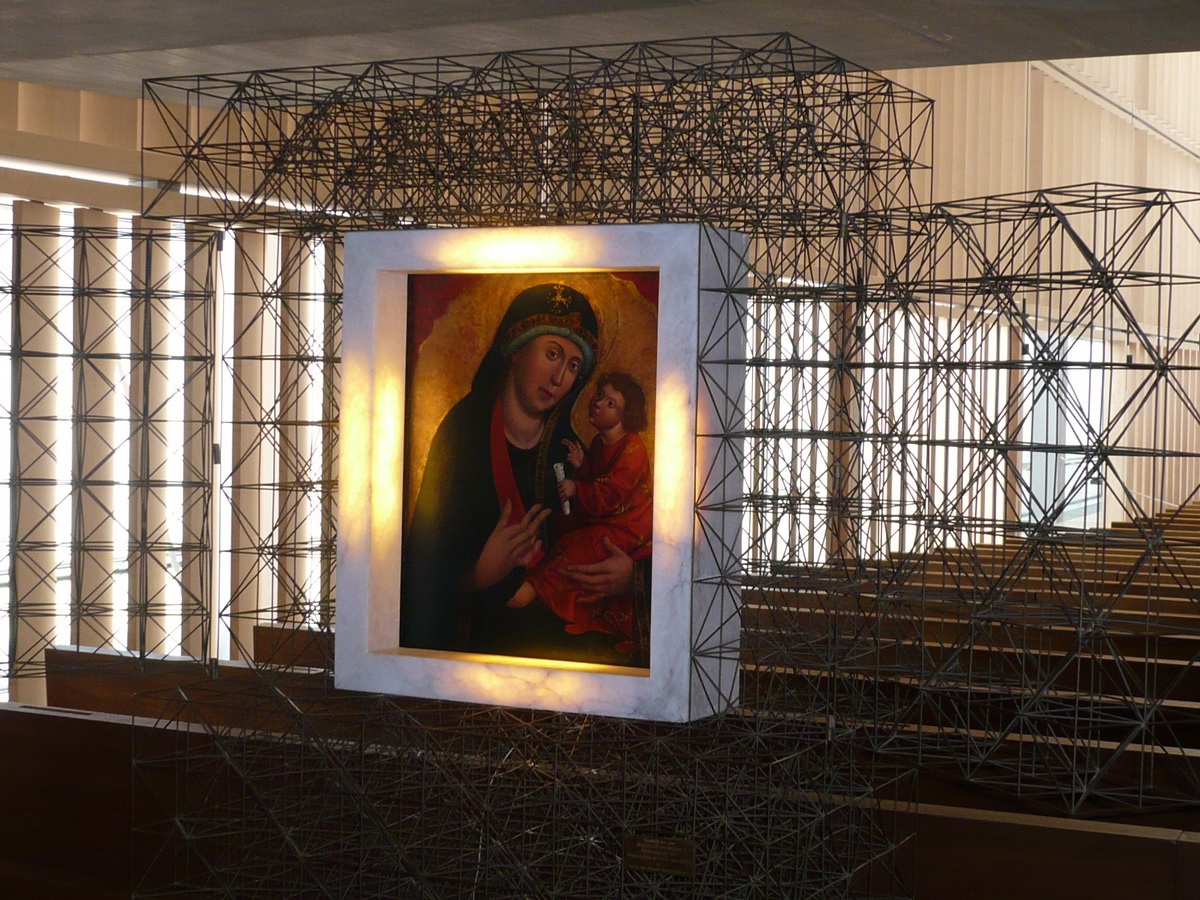
Schilderij Maria